# Börje Andersson
Karl Börje Andersson, född 26 juni 1930 i Stora Tuna församling i Borlänge, död där 19 april 1994, var en socialdemokratisk politiker från Borlänge. Han var försvarsminister 8 oktober–1 december 1982.
Andersson var folkskollärare till yrket och kommunalpolitiker. Han var ordförande i drätselkammaren i Borlänge stad 1968–1970 och efter kommunsammanslagningen 1971 ordförande i kommunstyrelsen i  Borlänge kommun fram till och med 1980. Andersson, som kallades Röde Börje, var Borlänges "starke man".
Efter riksdagsvalet 1982 utnämndes han till försvarsminister i regeringen Palme II. Han lämnade försvarsministerposten redan efter knappt två månader av rent personliga skäl då han inte trivdes i Stockholm och längtade hem till Borlänge.
Börje Andersson är gravsatt på Stora Tuna kyrkogård.